# Bevato
Bevato est une commune urbaine malgache située dans la partie centrale de la région de Bongolava.